# Todos juntos y muertos
Todos Juntos y Muertos (de título original en inglés, All Together Dead) es el séptimo libro de Charlaine Harris de la serie de libros The Southern Vampire Mysteries publicado en 2007.
Tras el paso del huracán Katrina por el estado de Luisiana, la reina de los vampiros, Sophie-Anne Leclerq, ha quedado en una posición política muy vulnerable. Por ello, Sookie se ve convocada a una cumbre vampírica en la cual se juzgará a Sophie-Anne por el presunto asesinato de su marido, el rey vampiro de Arkansas, al ser ella el único ser no sobrenatural testigo de la lucha entre ambos estados. Junto a ella viajan Eric Northman y otros vampiros fieles a la reina. Además, el organizador es Quinn, su novio, que es también un hombre tigre. En medio de la constante tensión y los extraños ataques que envuelven este acontecimiento, Sookie se ve obligada a proteger a la reina, al tiempo que sus sentimientos hacia Eric se vuelven más y más confusos.

## Argumento
Esta entrega comienza con Sookie asistiendo a una reunión en el Fangtasia donde Eric Northman, sheriff del Área 5, le pone al corriente de la situación de la reina de los vampiros de Luisiana, Sophie-Anne Leclerq, tras el paso del huracán Katrina por Nueva Orleans. Si ya había sido acusada de iniciar un ataque contra el rey de los vampiros de Arkansas (Definitivamente muerta), ahora se ve también sometida a un estado de pobreza. Para aparentar poder y apoyar a la reina en su juicio, los vampiros del Área 5 y la misma Sookie tienen que asistir a una importante cumbre vampírica que tendrá lugar en Rhodes, a orillas del lago Míchigan. Sookie no va solamente en calidad de subordinada de Sophie-Anne, sino también como testigo de la carnicería que hubo entre Luisiana y Arkansas. Además, deberá utilizar en todo momento su capacidad telepática para proteger a la reina.
Mientras tanto, Sookie comparte su casa con Amelia Broadway, bruja y amiga suya. Ésta se traslada desde Nueva Orleans hasta Bon Temps para cambiar de aires, y también para esconder a su antiguo amante, Bob, a quien ha convertido en gato por equivocación. Gracias a ello, se libra del huracán Katrina. Sookie y Quinn al fin comparten un momento de intimidad, lo que hace que su relación se consolide poco a poco. También se casan repentinamente Jason y Crystal, natural de Hotshot, al tiempo que se va acercando la boda doble de los hermanos Bellefleur.
Antes de partir, Sookie recibe una visita de su hada madrina Claudine, quien le pide por favor que no vaya a la cumbre ya que tiene un mal presentimiento. Aun así, Sookie no cambia de parecer, ya que se ve tentada por el dinero que va a ganar. Tras comprarse ropa adecuada en la tienda de su amiga Tara, una noche en el bar tiene una disputa con Arlene, que recientemente se ha unido a la Hermandad del Sol y no aprueba que Sookie se relacione con vampiros. Pam, que pasó esa noche en el bar y fue el motivo de la pelea, mantiene una larga conversación con Sookie. En ella, le pregunta cuál es exactamente la naturaleza de su relación con su creador, y también le habla de cómo fue convertida. Sookie, que nunca había tenido muy claro lo que Eric sentía por ella, empieza a aceptar que no es solamente atracción física. 
En el vuelo hacia Rhodes, Sookie se encuentra con el semidemonio Cataliades y con su sobrina Diantha. También conoce al abogado de la reina, Johan Glassport, un hombre competente en su trabajo pero violento con las mujeres. También viajan con ellos Eric, Pam, Bill, la reina Sophie-Anne, Andre, Sigebert, Gervaise (vampiro que acogió a la reina tras el huracán), y los sheriffs de las Áreas 2 y 3, Arla Yvonne y Cleo Babbitt.
A su llegada al hotel Pyramid of Gizeh, se topan con una manifestación de humanos de la Hermandad del Sol. A pesar de lo encedido de los ánimos, la seguridad del hotel no parece suficiente. Allí, Sookie se reencuentra con Barry el botones, también telépata, que ahora trabaja para Stan Davis, rey vampiro de Texas. También está alojado Quinn, que es el organizador de la cumbre y maestro de ceremonias. Junto con él está su medio hermana Frannie, que parece odiar a Sookie y sentir celos de su relación con Quinn. Además, Sookie descubre el pasado de su novio de labios de Jake Purifoy, antiguo licántropo convertido a vampiro en Definitivamente muerta.
Durante los días que pasa Sookie en el hotel, suceden muchos acontecimientos: Russell Edginton se casa con el rey vampiro de Kentucky en una ceremonia oficiada por Eric; es amenazada por Jennifer Cater, nueva reina de Arkansas, que busca venganza y más tarde es asesinada junto con su comitiva; conoce a dos Britlingen, seres de otra dimensión que guardan al rey de Kentucky; la reina Sophie-Ann no deja de ser cortejada por otros vampiros... 
La reina recibe una misteriosa llamada para recoger una maleta que pertenece a su comitiva. Sookie es mandada a recogerla, pero por el camino es interceptada por Andre, que pretende obligarla a beber su sangre para poder controlarla y protegerla. Sookie se niega, pero Andre no piensa ceder; en ese momento aparece Eric, quien se ofrece a darle su sangre a Sookie ya que ambos tienen una relación más cercana. Andre acepta al ser siervo de Sophie-Ann, y Sookie se libra de beber la sangre de un vampiro que la aterra. En el momento en que está bebiendo de Eric, Quinn la encuentra y, ante tal panorama, se enfada. Sookie, enfurecida, se escapa al sótano para recoger la maleta, cuya identificación está borrosa. Al volver, coge una lata de refresco con la intención de limpiar el pasillo y resulta ser una bomba casera. Finalmente es asistida por los artificieros y sale indemne.
Al día siguiente, se celebra de improviso el juicio a Sophie-Anne, aun a pesar de que Jennifer Cater, la demandante, había muerto. Sookie asiste y lee algo en la mente de uno de los presentes que puede ayudar a la reina. Comienza a hablar, pero en ese momento un vampiro de la audiencia lanza flechas al estrado y consigue matar a Henrik Feith, único vampiro de Arkansas, responsable de que el juicio contra Sophie-Ann siguiera en pie. El asesino parece ser un vampiro joven, que debe de haber tomado clases de tiro y haber sido contratado. Sookie se compromete a investigar en los campos de tiro para descubrir quién le contrató. Tras el contratiempo, Sophie-Ann es declarada inocente. El juicio da paso a un baile. Como Quinn ha sido herido al proteger a Sookie de las flechas, Sookie se queda acompañada de Eric, con quien baila y empieza a ser consciente de que siente algo por él, y no únicamente por haber bebido su sangre.
Tras pasar algún tiempo más en la cumbre, Sookie es despertada telepáticamente por Barry, que se encuentra en cadáver de Jake Purifoy en el pasillo. Sookie comienza a atar cabos y descubre que la Hermandad del Sol ha conseguido infiltrar equipajes falsos con explosivos para detonarlos durante el día y matar a todos los vampiros de la cumbre. Avisa a Quinn, así como pulsa la alarma de incendios para salvar a los humanos, pero no pueden despertar a los vampiros. Desesperada, decide ir a la habitación de Eric y Pam, a los que despierta con mucho esfuerzo. Consiguen salir por una ventana, con un ataúd que guarda a Pam, y no se estrellan contra el suelo porque Eric, envuelto en un hábito ceremonial, consigue volar. 
Sookie permanece en las cercanías del hotel mientras éste se va derrumbando. Ayuda a tantos vampiros y humanos como se encuentra, con la ayuda de Barry. Por consejo del señor Cataliades, pasan la noche en un hotel barato. Al día siguiente, Sookie y Barry son visitados por Cataliades, quién les da dinero para marcharse cuanto antes. Sookie ata los cabos sueltos: el responsable de la lata explosiva fue el señor Baruch, vampiro y dueño del hotel, que deseaba asustar a la reina para hacerla casarse con él; y descubre que la misma reina fue quién asesinó a Jennifer Cater y a Henrik Feith para librarse de ser juzgada.
Finalmente, antes de irse, Sookie visita a Quinn en el hospital. Su hermana Frannie le presta su coche para que vuelva a Bon Temps, donde es recibida alegremente por Amelia y Tara, quien acaba de casarse con JB du Rone.

## Personajes

### Personajes principales
- Sookie Stackhouse: camarera telépata, protagonista de la saga.
- Eric Northman
- Quinn

### Personajes recurrentes
- Amelia Broadway
- Bill Compton
- Pam
- Sophie-Anne Leclerq
- André
- Sigebert
- El Sr. Cataliades
- Barry
- Jake Purifoy
- Betanya
- Clovache

### Personajes no recurrentes
- Jennifer Cater. Vampira, nueva reina del reino de Arkansas, antigua colega de Peter Threadgill. Denuncia a Sophie-Anne por el asesinato del rey.
- Henrik Feith. Uno de los vampiros de Arkansas. Es uno de los cinco que se salvan del ataque contra Jenifer Cater y sus compañeros de habitación.
- Russell Edginton. Rey vampiro de Misisipi, que contrae matrimonio con el rey de Kentucky.
- Christian Baruch. Vampiro dueño del Pyramid of Gizeh. Corteja a Sophie-Ann y elabora un plan para hacerla sentir insegura y forzarla a casarse con él; todo con la intención de reabrir uno de sus hoteles en Nueva Orleans.
- Todd Donati. Jefe de seguridad del hotel. Es humano. Está enfermo de cáncer y trabaja para los vampiros para dejar dinero a su familia.
- Antigua Pitonisa. Vampira y oráculo de Alejandro Magno, que preside el juicio de Sophie-Anne por el asesinato de su esposo, Peter Threadgill.